# 罗哈斯剧院

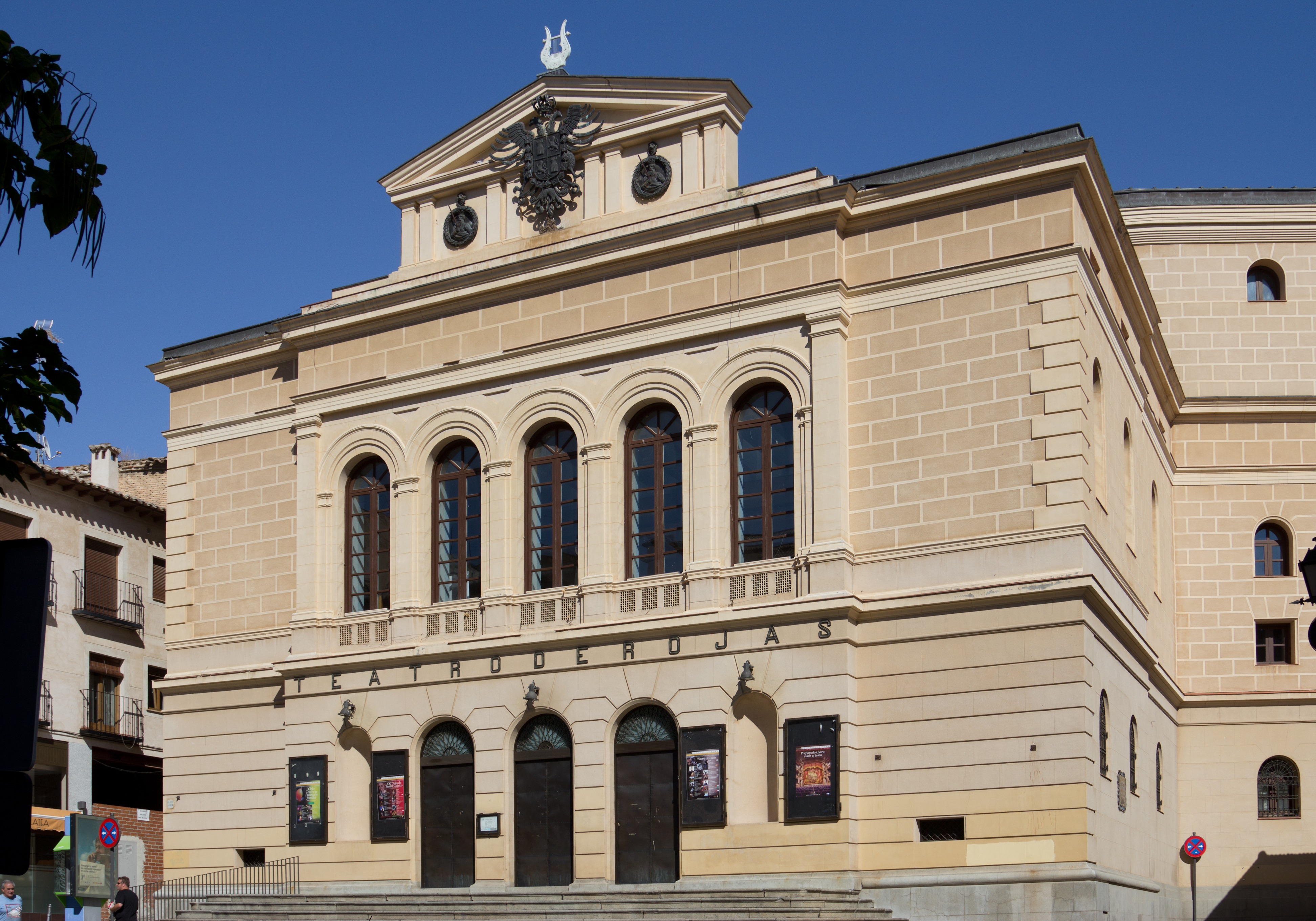
罗哈斯剧院

罗哈斯剧院（西班牙語：Teatro Rojas）是西班牙卡斯蒂利亚-拉曼查自治区托莱多的一个剧院。它于1879年开业，位于戏剧庭院（corral de comedias），有几位建筑师参与了建造。名称是纪念托莱多剧作家弗朗西斯科·德·罗哈斯（Francisco de Rojas）。

## 建筑
剧院建筑的设计者是市政建筑师路易斯·安东尼奥·费内奇，他在1866年向市议会提交了设计图纸，于是开始拆除戏剧庭院（corral de comedias）,水果客栈（Mesón de la Fruta）。不久之后，费内奇去世，继任的市政建筑师拉米罗·阿马多尔·德洛斯·里奥斯, 负责继续拆除旧剧院。
剧院于1879年10月19日开业，首演剧目是弗朗西斯科·德·罗哈斯的作品Del Rey abajo ninguno。

## 室内
天花板壁画描绘的是希腊神话中司喜剧的缪斯塔利亚，以及西班牙的一些剧作家, 如蒂索·德·莫利纳、佩德罗·卡尔德隆·德·拉·巴尔卡以及弗朗西斯科·德·罗哈斯。